# Alliance Premier League 1980-1981
L'Alliance Premier League 1980-1981 è stata la 2ª edizione del campionato inglese di calcio di quinta divisione.

## Squadre partecipanti
| Squadra                | Città                | Stagione precedente                                                      |
| ---------------------- | -------------------- | ------------------------------------------------------------------------ |
| Altrincham             | Altrincham           | 1º posto in Alliance Premier League (non eletto in Football League)      |
| Bangor City            | Bangor               | 9º posto in Alliance Premier League                                      |
| Barnet                 | Londra (High Barnet) | 17º posto in Alliance Premier League                                     |
| Barrow                 | Barrow-in-Furness    | 14º posto in Alliance Premier League                                     |
| Bath City              | Bath                 | 16º posto in Alliance Premier League                                     |
| Boston United          | Boston               | 4º posto in Alliance Premier League                                      |
| Frickley Athletic      | South Elmsall        | 3º posto in Northern Premier League (ammesso in Alliance Premier League) |
| Gravesend & Northfleet | Northfleet           | 5º posto in Alliance Premier League                                      |
| Kettering Town         | Kettering            | 7º posto in Alliance Premier League                                      |
| Leamington             | Leamington Spa       | 18º posto in Alliance Premier League                                     |
| Maidstone Utd          | Maidstone            | 6º posto in Alliance Premier League                                      |
| Northwich Victoria     | Northwich            | 8º posto in Alliance Premier League                                      |
| Nuneaton Borough       | Nuneaton             | 10º posto in Alliance Premier League                                     |
| Scarborough            | Scarborough          | 11º posto in Alliance Premier League                                     |
| Stafford Rangers       | Stafford             | 19º posto in Alliance Premier League                                     |
| Telford United         | Telford              | 13º posto in Alliance Premier League                                     |
| Wealdstone             | Londra (Ruislip)     | 15º posto in Alliance Premier League                                     |
| Weymouth               | Weymouth             | 2º posto in Alliance Premier League                                      |
| Worcester City         | Worcester            | 3º posto in Alliance Premier League                                      |
| Yeovil Town            | Yeovil               | 12º posto in Alliance Premier League                                     |

## Classifica finale
|  | Pos. | Squadra                | Pt | G  | V  | N  | P  | GF | GS | DR  |
|  | ---- | ---------------------- | -- | -- | -- | -- | -- | -- | -- | --- |
|  | 1    | Altrincham             | 54 | 38 | 23 | 8  | 7  | 72 | 41 | +31 |
|  | 2    | Kettering Town         | 51 | 38 | 21 | 9  | 8  | 66 | 37 | +29 |
|  | 3    | Scarborough            | 47 | 38 | 17 | 13 | 8  | 49 | 29 | +20 |
|  | 4    | Northwich Victoria     | 45 | 38 | 17 | 11 | 10 | 53 | 40 | +13 |
|  | 5    | Weymouth               | 44 | 38 | 19 | 6  | 13 | 54 | 40 | +14 |
|  | 6    | Bath City              | 42 | 38 | 16 | 10 | 12 | 51 | 32 | +19 |
|  | 7    | Maidstone Utd          | 41 | 38 | 16 | 9  | 13 | 64 | 53 | +11 |
|  | 8    | Boston Utd             | 41 | 38 | 16 | 9  | 13 | 63 | 58 | +5  |
|  | 9    | Barrow                 | 38 | 38 | 15 | 8  | 15 | 50 | 49 | +1  |
|  | 10   | Frickley Athletic      | 38 | 38 | 15 | 8  | 15 | 61 | 62 | -1  |
|  | 11   | Stafford Rangers       | 37 | 38 | 11 | 15 | 12 | 56 | 56 | 0   |
|  | 12   | Worcester City         | 35 | 38 | 14 | 7  | 17 | 47 | 54 | -7  |
|  | 13   | Telford Utd            | 35 | 38 | 13 | 9  | 16 | 47 | 59 | -8  |
|  | 14   | Yeovil Town            | 34 | 38 | 14 | 6  | 18 | 60 | 64 | -4  |
|  | 15   | Gravesend & Northfleet | 34 | 38 | 13 | 8  | 17 | 48 | 55 | -7  |
|  | 16   | Leamington             | 31 | 38 | 10 | 11 | 17 | 47 | 66 | -19 |
|  | 17   | Barnet                 | 31 | 38 | 12 | 7  | 19 | 39 | 64 | -25 |
|  | 18   | Nuneaton Borough       | 29 | 38 | 10 | 9  | 19 | 49 | 65 | -16 |
|  | 19   | Wealdstone             | 29 | 38 | 9  | 11 | 18 | 37 | 56 | -19 |
|  | 20   | Bangor City            | 24 | 38 | 6  | 12 | 20 | 35 | 68 | -33 |

Legenda:
      Ammesso al processo di elezione in Football League.
      Retrocesso in Northern Premier League 1981-1982.
      Retrocesso in Southern League 1981-1982.
Regolamento:
Due punti a vittoria, uno a pareggio, zero a sconfitta.
In caso di arrivo di due o più squadre a pari punti, la graduatoria viene stilata secondo i seguenti criteri:
- differenza reti
- maggior numero di gol segnati

## Elezione in Football League
| Club            | Lega                    | Voti | Verdetto   |
| --------------- | ----------------------- | ---- | ---------- |
| Tranmere Rovers | Fourth Division         | 48   | Rieletto   |
| Hereford United | Fourth Division         | 46   | Rieletto   |
| York City       | Fourth Division         | 46   | Rieletto   |
| Halifax Town    | Fourth Division         | 41   | Rieletto   |
| Altrincham      | Alliance Premier League | 15   | Non Eletto |